# Kannan Soundararajan
Kannan Soundararajan es un matemático y un profesor de matemáticas en Stanford. Antes de mudarse a Stanford en 2006, fue miembro de la facultad en la Universidad de Míchigan, donde también hizo sus estudios subgraduados. Su interés principal de investigación es en Teoría analítica de números, particularmente en funciones-L automórficas y en teoría de números multiplicativa.

## Primeros años
Soundararajan creció arriba en Chennai y era un estudiante en la escuela secundaria Padma Seshadri en Nungambakkam, Madras (ahora Chennai), India.
Representó a India en la Olimpiada Internacional de Matemática en 1991 y ganó una medalla de plata.

## Educación
Soundararajan fue a la Universidad de Míchigan, Ann Arbor, en 1991 para sus estudios subgraduados, y se graduó con los más altos honores en 1995. Soundararajan ganó el premio Morgan inaugural en 1995 por su trabajo en teoría de números analítica mientras era un estudiante subgraduado en la Universidad de Míchigan, donde él más tarde sirvió como profesor. Comenzó sus estudios graduados en Princeton en 1995 e hizo su Ph.D bajo la supervisión del profesor Peter Sarnak. Como estudiante graduado en Princeton,  tuvo la prestigiosa beca de la fundación Sloan.

## Carrera
Después que recibió su Ph.D. recibió la primera beca de cinco años del Instituto americano de Matemáticas, y tuvo posiciones en Princeton, el Instituto para Estudio Avanzado, y la Universidad de Míchigan. En el 2006 se mudó a Stanford, dónde es actualmente Profesor de Matemáticas y el director del Centro de Investigación en Matemáticas (MRC por sus siglas en inglés) en Stanford.

## Trabajo
Demostró una conjetura de Ron Graham en teoría de números combinatorial conjuntamente con Ramachandran Balasubramanian. Hizo contribuciones importantes hacia la resolución de la conjetura de Quantum Unique Ergodicity para formas Maass y formas modulares.

## Premios
Recibió el Premio Salem en 2003 "por contribuciones al área de funciones L de Dirichlet y sumas de caracteres relacionadas".
En el 2005,  ganó el Premio SASTRA Ramanujan de $10,000 por sus contribuciones excepcionales a la teoría de números. Ese año se entregaron dos premios completos y el otro ganador fue Manjul Bhargava. En el 2011 le otorgaron el premio Ostrowski, compartido con lb Madsen y David Preiss, por una cornucopia de resultados fundamentales en los últimos cinco años que van junto a sus brillantes trabajos más tempranos.
Dio una charla invitada en el Congreso Internacional de Matemáticos en 2010, en el tema de "Teoría de Números".

## Seleccionó publicaciones
- R. Holowinsky and K. Soundararajan, "Mass equidistribution for Hecke eigenforms," 	arXiv:0809.1636v1
- K. Soundararajan, "Nonvanishing of quadratic Dirichlet L-functions at s=1/2" arXiv:math/9902163v2